# EuroVelo 15

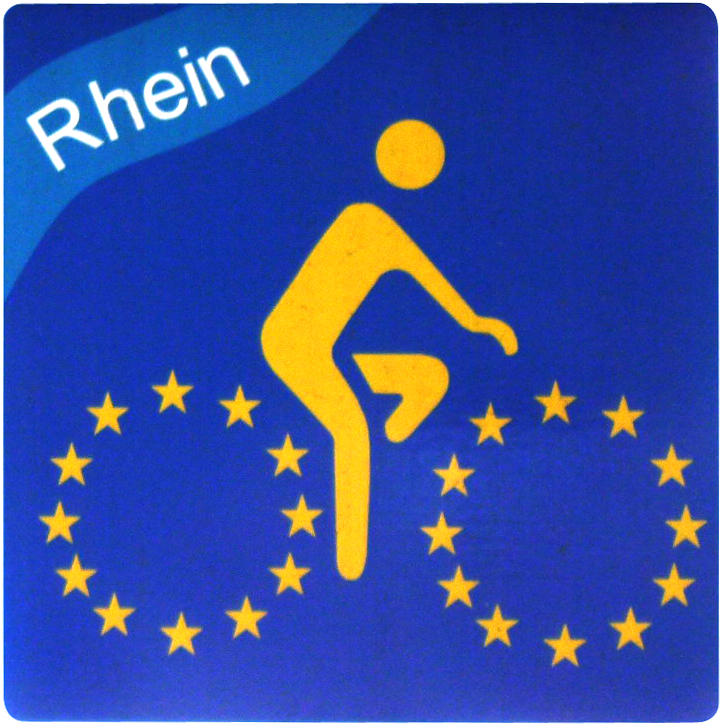
Logo en Allemagne

L’EuroVelo 15 (EV 15), également dénommée « Véloroute Rhin », est une véloroute EuroVelo faisant partie d’un programme d’aménagement de voie cyclable à l’échelle européenne. Longue de 1 320 km, elle relie Andermatt en Suisse à Hoek van Holland aux Pays-Bas. L’itinéraire traverse ainsi l'Europe du Sud au nord des Alpes suisses à la Mer du Nord en passant successivement par quatre pays, la Suisse, la France, l'Allemagne et les Pays-Bas.

## Itinéraire
- Suisse (romanche : Rhein Route)

Andermatt, Disentis, Coire, Rorschach, Schaffhouse, Bad Zurzach, Bâle
- France (Véloroute Rhin)

Traversée de l'Alsace, par Huningue, Ottmarsheim, Neuf-Brisach, Marckolsheim, Erstein, Eschau, Strasbourg, La Wantzenau, Gambsheim, Drusenheim, Sessenheim, Rœschwoog, Seltz, Munchhausen, Mothern, Lauterbourg
- Allemagne (allemand : Rheinradweg)

Étapes principales : Karlsruhe, Spire, Ludwigshafen, Mannheim, Worms, Oppenheim, Mayence, Wiesbaden, Bingen am Rhein, Rüdesheim am Rhein, Boppard, Coblence, Andernach, Bonn, Cologne, Düsseldorf, Duisbourg, Xanten, Emmerich am Rhein
- Section Mittelrhein (Rhin moyen allemand)
  - La section Mittelrhein de l'EuroVelo EV15, avec sa longueur de 132 km, longeant le Rhin sur sa rive gauche entre Bingen et Bonn et parallèlement sur sa rive droite entre Rüdesheim et Bonn, passe par la vallée du Haut-Rhin moyen, le Rhin « romantique » avec son paysage naturel exceptionnel, flanqué par plus de 50 châteaux et châteaux forts. Dans cette section de la vallée entre Bingen/Rüdesheim et Coblence, le fleuve n'est traversé par aucun pont, mais il est possible d'utiliser les nombreux bacs pour directement passer de la Véloroute d’une rive à celle de l'autre.
  - EuroVelo EV15 Mittelrhein rive gauche du Rhin : c'est une piste cyclable indépendante et fléchée. Voici les localités traversées : Bingen, Trechtingshausen, Bacharach, Oberwesel, Sankt Goar en face de la Lorelei, Boppard, Rhens, Coblence, Urmitz, Weißenthurm, Andernach (avec son geysir à eau froide), Brohl-Lützing, Bad Breisig, Sinzig, Remagen, Oberwinter, Bad Godesberg, Bonn.
  - EuroVelo EV15 Mittelrhein rive droite du Rhin :  La partie de Rüdesheim à Kestert n'est actuellement que partiellement aménagée comme piste cyclable séparée, avec par endroits des travaux d'amélioration en cours (2020). Pour éviter de devoir partiellement utiliser la route fédérale B42, il est conseillé, pour ce tronçon, d’utiliser la VeloRoute rive gauche du Rhin, ou alors les possibilités de transport par train ou bateau. Voici les localités traversées par l'EV15 à droite du Rhin : Rüdesheim, Lorch, Kaub, Saint-Goarshausen, avec son fameux rocher de la Lorelei, Kestert, Kamp-Bornhofen, Osterspai, Braubach, Lahnstein, Coblence, Vallendar, Bendorf, Neuwied, Leutesdorf, Rheinbrohl, Bad Hönningen, Linz, Unkel, Bad Honnef, Königswinter, Bonn.    - EuroVelo EV15 (Rheinradweg) en Allemagne

EuroVelo EV15 (Rheinradweg) en Allemagne
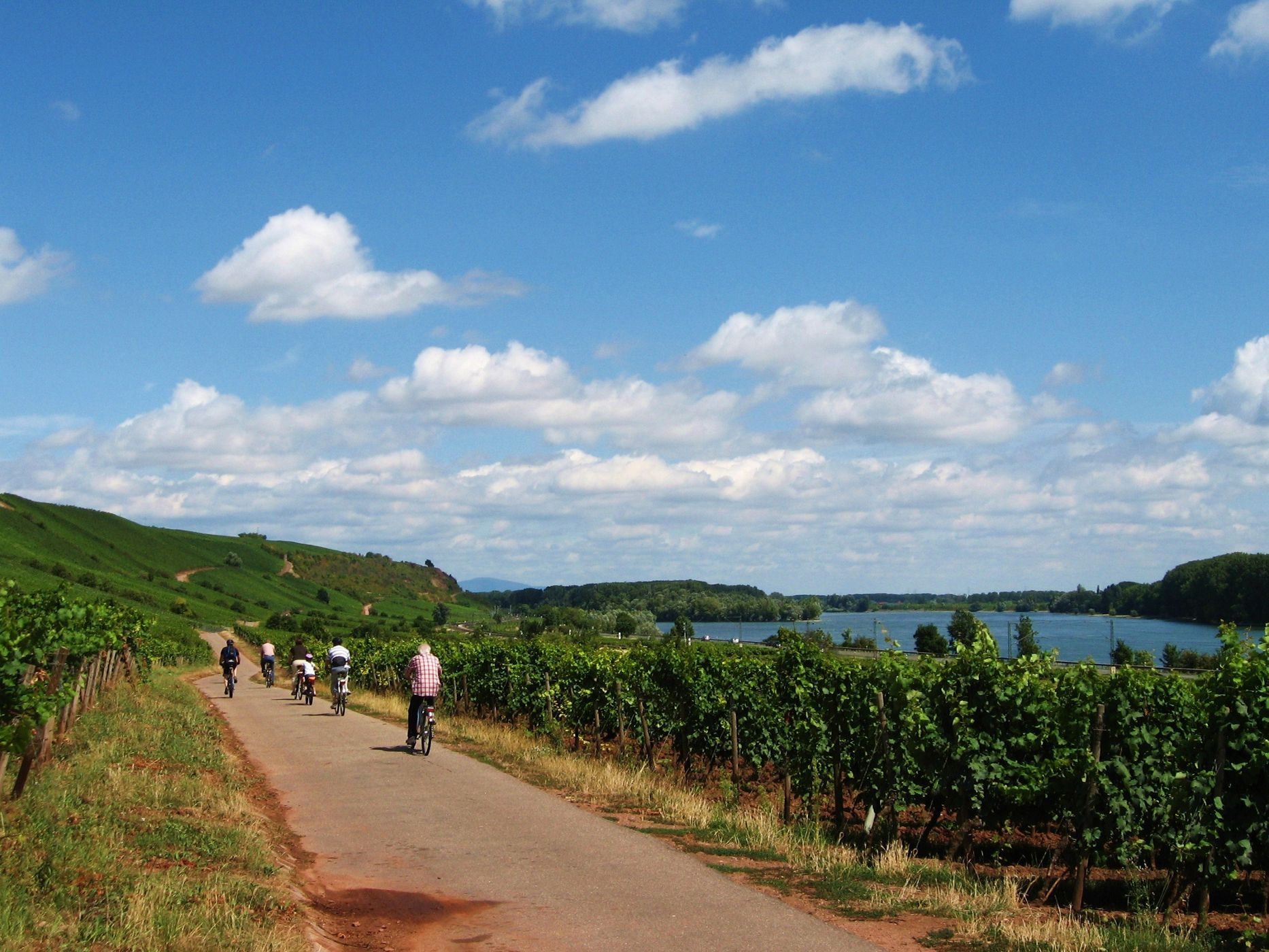
La route du Rhin entre Worms et Mayence.
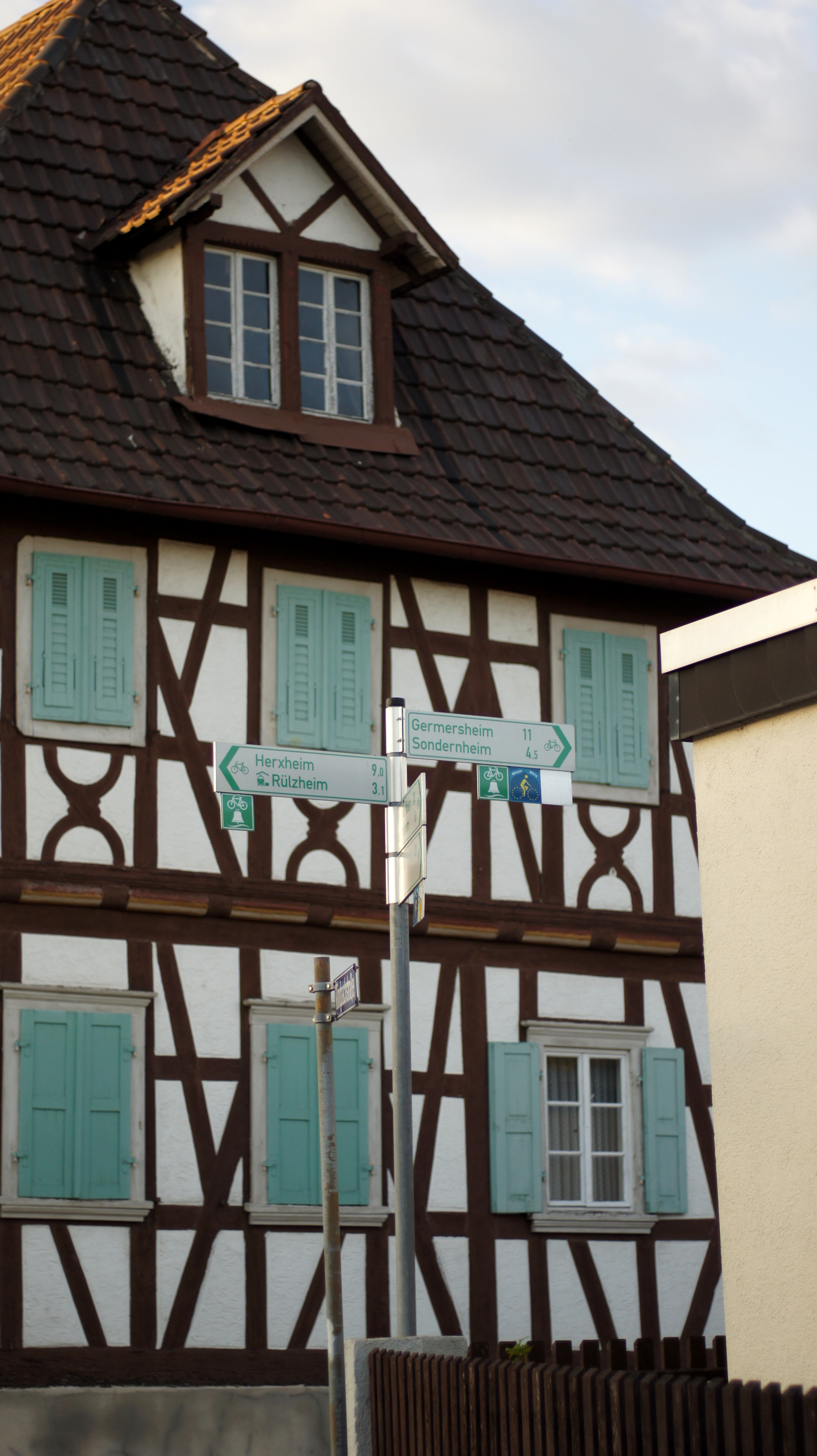
Signalisation pour cyclistes sur la route du Rhin à Hördt.
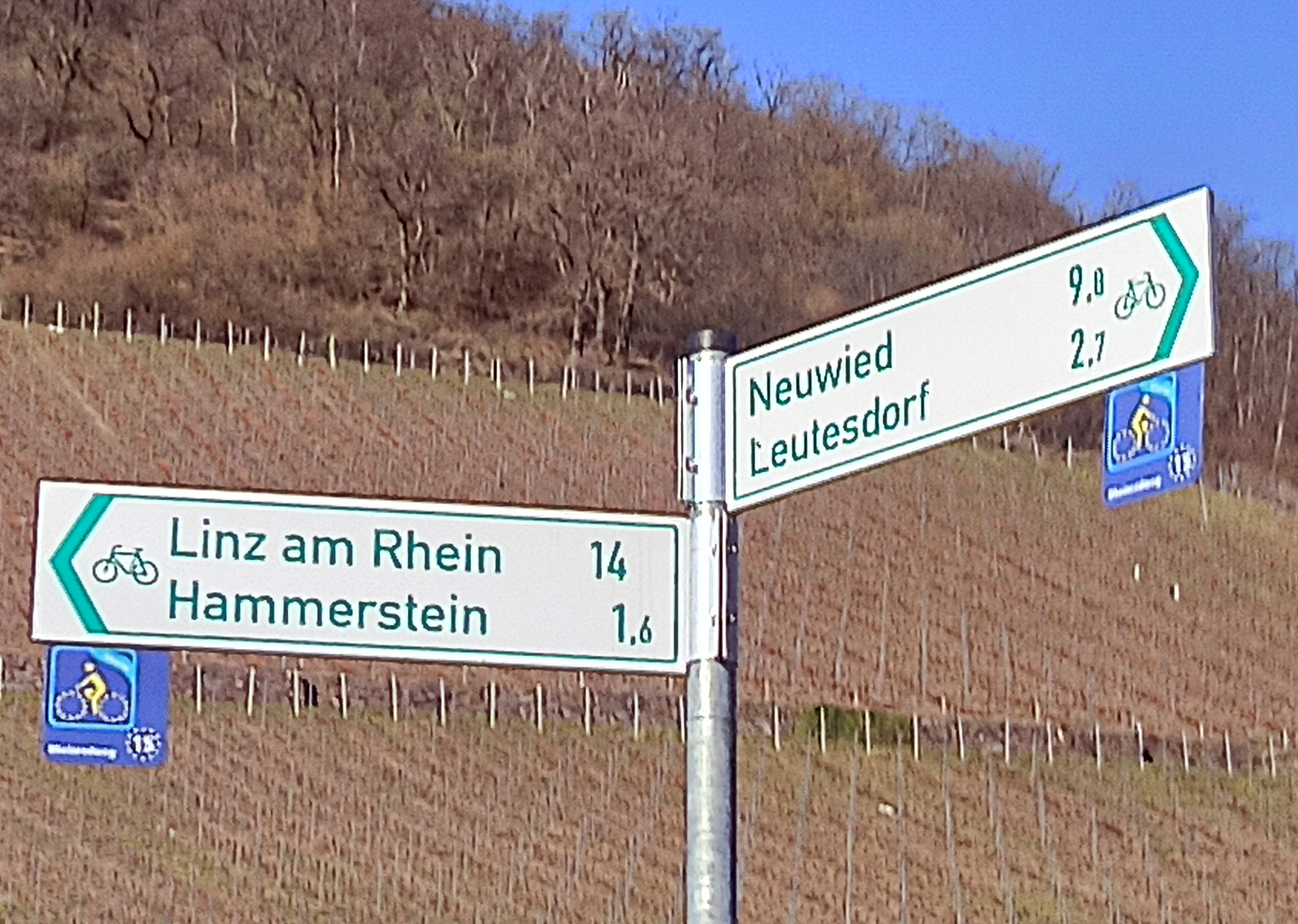
Signalisation EuroVelo EV15 rive droite du Rhin dans les vignes près de Leutesdorf.
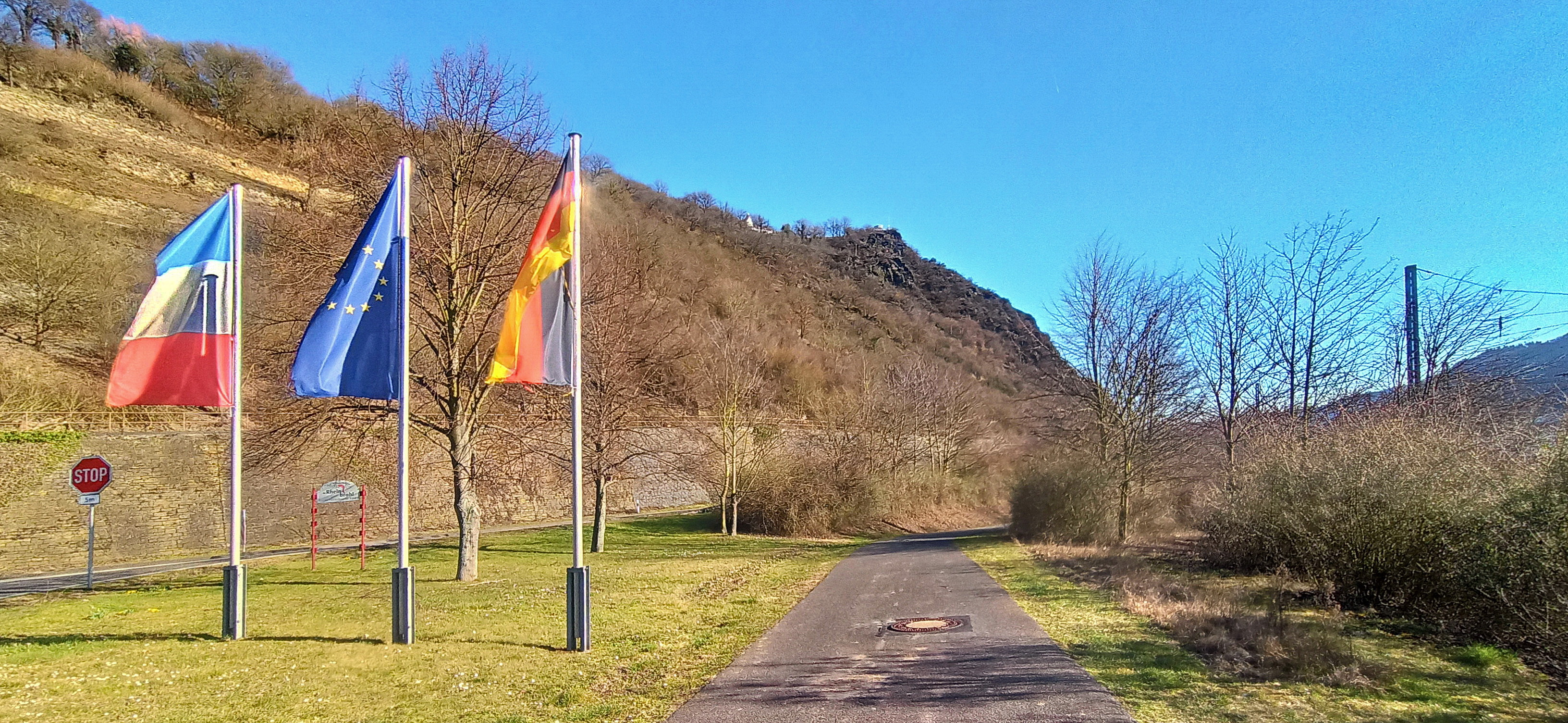
EuroVelo EV15 (Rheinradweg) rive droite du Rhin. Sortie Rheinbrohl vers le sud.

    - La route du Rhin entre Worms et Mayence.
    - Signalisation pour cyclistes sur la route du Rhin à Hördt.
    - Signalisation EuroVelo EV15 rive droite du Rhin dans les vignes près de Leutesdorf.
    - EuroVelo EV15 (Rheinradweg) rive droite du Rhin. Sortie Rheinbrohl vers le sud.

- Pays-Bas (néerlandais : Rijn fiets route)

Millingen aan de Rijn, Arnhem, Utrecht, Rotterdam, Hoek van Holland

## Avancement du projet
- Projet européen « DEMARRAGE »[1].